# Hatsikõ järv
Hatsikõ järv (järv = See) ist ein natürlicher See in Kanepi im Kreis Põlva auf dem estnischen Festland. Durch den See fließt der Bach Sillaotsa jõgi. 120 Meter vom 19,3 Hektar großen See entfernt liegt das Dorf Rebaste und 56,4 Kilometer entfernt liegt der 3555 km² große Peipussee (Peipsi-Pihkva järv). Mit einer maximalen Tiefe von sechs Metern ist er ziemlich tief.